# Lista siturilor arheologice din județul Vâlcea - H
Lista siturilor arheologice din județul Vâlcea - H conține toate siturile arheologice din județul Vâlcea înscrise în Repertoriul Arheologic Național (RAN) și aflate în localități al căror nume începe cu litera H. RAN este administrat de Ministerul Culturii și Patrimoniului Național și cuprinde date științifice, cartografice, topografice, imagini și planuri, precum și orice alte informații privitoare la zonele cu potențial arheologic, studiate sau nu, încă existente sau dispărute.
Puteți căuta un sit din localitățile care încep cu litera H folosind formularul de mai jos sau puteți naviga prin toate siturile din județ la Lista siturilor arheologice din județul Vâlcea.
| Cod RAN                                   | Denumire | Localitate  | Adresă | Datare      | Descoperit | Coordonate                                      | Imagine           | Erori            |
| ----------------------------------------- | --- | ----------- | ------ | ----------- | ---------- | ----------------------------------------------- | ----------------- | ---------------- |
| 168050.02.01 (Cod LMI: VL-II-a-A-09894)   | Mănăstirea Hurezi de la Horezu / ansamblu Biserica Sf. Împărați Constantin și Elena (Categorie: construcție de cult) (Tip: biserică) | oraș Horezu |        | sec.XVII    |            | 45°10′14″N 24°00′24″E / 45.170419°N 24.006671°E | Încărcați imagine | Raportați eroare |
| 168050.02.02 (Cod LMI: VL-II-a-A-09894)   | Mănăstirea Hurezi de la Horezu / ansamblu Paraclisul Nașterea Maici Domnului (Categorie: construcție de cult) (Tip: Paraclis)        | oraș Horezu |        | sec.XVII    |            | 45°10′14″N 24°00′24″E / 45.170419°N 24.006671°E | Încărcați imagine | Raportați eroare |
| 168050.02.03 (Cod LMI: VL-II-a-A-09894)   | Mănăstirea Hurezi de la Horezu / ansamblu Palatul Domnesc (Categorie: construcție de cult) (Tip: Palat)                              | oraș Horezu |        | sec.XVII    |            | 45°10′14″N 24°00′24″E / 45.170419°N 24.006671°E | Încărcați imagine | Raportați eroare |
| 168050.02.04 (Cod LMI: VL-II-a-A-09894)   | Mănăstirea Hurezi de la Horezu / ansamblu anonim (Categorie: construcție de cult) (Tip: Trapeză)                                     | oraș Horezu |        | sec.XVII    |            | 45°10′14″N 24°00′24″E / 45.170419°N 24.006671°E | Încărcați imagine | Raportați eroare |
| 168050.02.05 (Cod LMI: VL-II-a-A-09894)   | Mănăstirea Hurezi de la Horezu / ansamblu anonim (Categorie: construcție de cult) (Tip: Turn clopotniță)                             | oraș Horezu |        | sec.XVII    |            | 45°10′14″N 24°00′24″E / 45.170419°N 24.006671°E | Încărcați imagine | Raportați eroare |
| 168050.02.06 (Cod LMI: VL-II-a-A-09894)   | Mănăstirea Hurezi de la Horezu / ansamblu anonim (Categorie: construcție de cult) (Tip: chilii)                                      | oraș Horezu |        | sec.XVII    |            | 45°10′14″N 24°00′24″E / 45.170419°N 24.006671°E | Încărcați imagine | Raportați eroare |
| 168050.02.07 (Cod LMI: VL-II-a-A-09894)   | Mănăstirea Hurezi de la Horezu / ansamblu anonim (Categorie: construcție de cult) (Tip: Zid de incintă)                              | oraș Horezu |        |             |            | 45°10′14″N 24°00′24″E / 45.170419°N 24.006671°E | Încărcați imagine | Raportați eroare |
| 168050.02.08 (Cod LMI: VL-II-a-A-09894)   | Mănăstirea Hurezi de la Horezu / ansamblu anonim (Categorie: construcție de cult) (Tip: Fântână)                                     | oraș Horezu |        |             |            | 45°10′14″N 24°00′24″E / 45.170419°N 24.006671°E | Încărcați imagine | Raportați eroare |
| 168050.02.09 (Cod LMI: VL-II-a-A-09894)   | Mănăstirea Hurezi de la Horezu / ansamblu anonim (Categorie: construcție de cult) (Tip: Clădiri)                                     | oraș Horezu |        | sec.XIX     |            | 45°10′14″N 24°00′24″E / 45.170419°N 24.006671°E | Încărcați imagine | Raportați eroare |
| 168050.01.01 (Cod LMI: VL-I-m-B-09544.03) | Situl arheologic de la Horezu / ansamblu anonim (Categorie: locuire civilă) (Tip: Așezare)                                           | oraș Horezu |        |             |            |                                                 | Încărcați imagine | Raportați eroare |
| 168050.01.02 (Cod LMI: VL-I-m-B-09544.02) | Situl arheologic de la Horezu / ansamblu anonim (Categorie: locuire civilă) (Tip: Așezare)                                           | oraș Horezu |        | geto-dacică |            |                                                 | Încărcați imagine | Raportați eroare |
| 168050.01.03 (Cod LMI: VL-I-m-B-09544.01) | Situl arheologic de la Horezu / ansamblu anonim (Categorie: locuire civilă) (Tip: Așezare)                                           | oraș Horezu |        |             |            |                                                 | Încărcați imagine | Raportați eroare |